# Rosewell Burchard
Rosewell B. Burchard (* 20. August 1860 in New York City; † 22. Juni 1931 in Providence, Rhode Island) war ein US-amerikanischer Politiker. Zwischen 1913 und 1915 war er Vizegouverneur des Bundesstaates Rhode Island.

## Werdegang
Rosewell Burchard besuchte das Eastman Business College und dann bis 1880 das College of the City of New York. Nach einem anschließenden Jurastudium an der Harvard University wurde er im Jahr 1903 als Rechtsanwalt zugelassen. Ob er tatsächlich juristisch tätig war, ist nicht überliefert. Er kam zu einem unbekannten Zeitpunkt nach Little Compton in Rhode Island, wo er als Mitglied der Republikanischen Partei eine politische Laufbahn einschlug. Zwischen 1905 und 1912 saß er als Abgeordneter im Repräsentantenhaus von Rhode Island, dessen Präsident er von 1907 bis 1911 war.
1912 wurde Burchard an der Seite von Aram J. Pothier zum Vizegouverneur von Rhode Island gewählt. Dieses Amt bekleidete er zwischen 1913 und 1915. Dabei war er Stellvertreter des Gouverneurs und Vorsitzender des Staatssenats. Im Jahr 1914 kandidierte er erfolglos für das Repräsentantenhaus der Vereinigten Staaten. Nach dem Ende seiner Zeit als Vizegouverneur verliert sich die Spur von Rosewell Burchard.